# 伊朗大学列表
本列表旨在列出位于伊朗的大学：

## 公立大學
- 伊朗科技大學 Iran University of Science and Technology
- 沙希德·貝赫什提大學 Shahid Beheshti University
- 謝里夫理工大學 Sharif University of Technology
- 伊斯法罕大學 University of Isfahan
- 德黑蘭大學 University of Tehran[1]
- 伊斯兰阿扎德大学